# Battaglia di Stonne
La battaglia di Stonne, che vide contrapposti tedeschi e francesi e svoltasi tra il 15 e il 27 maggio 1940, è una delle più importanti battaglie della campagna di Francia.
Durante molteplici giornate, la fanteria e i carri armati dei due campi si affrontano, con molte perdite, per il controllo del villaggio di Stonne e della linea di cresta sul quale esso è situato. Dominante in altitudine la testa di ponte tedesca di Sedan a nord, un attacco francese da queste posizioni avrebbe potuto rallentare l'offensiva tedesca verso la Manica.
Talvolta ricordata come la "Verdun del 1940", gli attacchi francesi a Stonne furono considerati come i più pericolosi durante la campagna di Francia, e il villaggio passerà sotto il controllo dei due eserciti per ben 17 volte.
Apparente successo difensivo dei francesi, è in realtà una vittoria tattica dei tedeschi che evitano la minaccia di un attacco sul fianco lungo la loro linea d'attacco principale, la cui direzione effettiva risulta nascosta ai francesi dalla battaglia stessa.

## Contesto storico
Il 10 maggio 1940 il Terzo Reich lancia un'offensiva sui Paesi Bassi, il Belgio, il Lussemburgo e la Francia: la campagna di Francia è cominciata.
I tedeschi applicano il piano Manstein: il gruppo armate B attacca i Paesi Bassi e avanza in Belgio attirando così le truppe franco britanniche a protezione dei paesi neutrali secondo il piano Dyle. Contemporaneamente il gruppo armate A con in testa le divisioni corazzate (il gruppo Hoth e il Panzergruppe Von Kleist) lancia l'attacco principale contro la linea del fronte attraverso la foresta delle Ardenne, ritenuta impenetrabile, raggiungendo la Mosa la sera del 12 e superandola l'indomani mattina.

## Movimenti precedenti alla battaglia

### Testa di ponte tedesca a Sedan
Il XIXesimo corpo d'armata di Heinz Guderian, dipendente dal panzergruppe di Von Kleist, attraversa la Mosa nei pressi di Sedan il mezzogiorno del 13 con tre divisioni blindate contro il decimo corpo d'armata francese del Generale Grandsard. I tedeschi formano una testa di ponte che aumenta durante la notte e all'alba del 14 si estende da Bar a Ennemane ed è profonda a sud fino ai boschi della Marfée sulla linea d'arresto.

### Reazione francese: l'intervento del 21º corpo d'armata
I francesi si preparano a contrattaccare per la mattina del 14 maggio al fine di respingere i tedeschi oltre la Mosa. La seconda armata comprendente il XXI corpo d'armata comandato da Jean Flavigny che dispone di cinque divisioni (tra cui la 3ª corazzata e la 3a di fanteria motorizzata). Anche il X corpo d'armata si prepara al contrattacco ma per proprio conto senza alcuna coordinazione con il XXI. Tuttavia a causa della parziale sovrapposizione dei piani solo uno dei due contrattacchi ha luogo come previsto ma viene respinto. La XXIesima che non attacca si prepara quindi a fronteggiare la testa di ponte con la fanteria mentre i carri si disperdono per ostacolare in un secondo momento l'avanzata.

### Proteggere il fianco sud dell'offensiva tedesca verso la Manica
La testa di ponte tedesca di Sedan si ingrandisce durante il 14 maggio verso sud, sotto il comando di Guderian che fa muovere la 10a panzerdivisionen (di Ferdinand Schaal) e il reggimento di fanteria Grossdeutschland verso sud, in modo che altre 2 divisioni blindate attraversano la Bar e il canale delle Ardenne e il XIX corpo d'armata si dirige verso ovest e poi a nord verso il mare, suo obiettivo finale. Tuttavia i tedeschi hanno già notato i blindati del XXI corpo d'armata che costituiscono una minaccia sul fianco durante l'avanzata delle loro truppe.
La sera del 14 maggio, Guderian stabilisce i piani per le unità che l'indomani alle 10 devono arrestare l'avanzata per attestarsi sulla « linea Ardenne - Stonne - Mosa a sud di Villemotry » al fine di proteggere il fianco sud del corpo d'armata che prosegue verso ovest. Queste unità passano temporaneamente sotto il controllo del XIV Corpo D'armata (mot.) di Gustav Anton von Wietersheim che sostituisce il XIX Corpo D'armata (motorizzato) nella testa di ponte di Sedan mentre questi prosegue la sua avanzata verso ovest.
A causa di questa decisione, Guderian entra in contrasto con gli altri generali perché non applica una difesa passiva del fianco (come prevista dal piano Fall Gelb in origine) ma anzi attacca i francesi per prevenire il loro contrattacco, o un eventuale tiro di artiglieria lungo la Mosa. Con gli ordini di Guderian la nuova offensiva si dirige a sud mentre quella principale si dirige verso ovest opponendosi così al suo superiore Von Kleist che prevedeva di arrestarsi sulla linea Noyers-Pont-Maugis - Chéhéry.

## Ordine di battaglia
La battaglia mobilita un totale di non meno di 90000 soldati tedeschi con 300 carri, contro 42500 soldati e 130 carri francesi.

### Forze francesi
XXI corpo d'armata
- 3ª divisione corazzata
  - 5a mezza brigata (dotata di 39 carri B1 Bis)
    - 41º battaglione di carri da combattimento
    - 49º battaglione di carri da combattimento

  - 7a mezza brigata (equipaggiata di carri leggeri H35 et H39)
    - 42º battaglione di carri da combattimento
    - 45º battaglione di carri de la gendarmerie

  - 16º battaglione di cacciatori
  - 319º reggimento di artiglieria motorizzata
- 3ª divisione di fanteria motorizzata
  - 6º gruppo di fanteria
  - 51º reggimento di fanteria
  - 67º reggimento di fanteria
  - 91º reggimento di fanteria
  - 42º reggimento d'artiglieria leggera
  - 242º reggimento d'artiglieria pesante
- 4º battaglione di carri leggeri

### Forze tedesche
XIV. Armee-Korps (motorizzata)
- 10. Panzer-Division
  - Panzer-Brigade 4
    - Panzer-Regiment 7
    - Panzer-Regiment 8

  - Schützen-Brigade 10
    - Schützen-Regiment 69
    - Schützen-Regiment 86

  - Artillerie-Regiment 90
  - Panzer-Aufklärung-Abteilung 90
- Infanterie-Regiment Grossdeutschland

VI. Armee-Korps
- 16. Infanterie-Division
- 24. Infanterie-Division

## Sviluppo della battaglia
La battaglia di Stonne comincia il mattino del 15 maggio 1940 quando il I reggimento GrossDeutschland e i carri del II./Panzer-Regiment 8 rispondono, causando perdite, al I/67e RI e al 6 GRDI a Stonne. In questa azione, i tedeschi perdono sette carri e i francesi delle automitragliatrici d'esplorazione. La difesa francese resiste all'attacco tedesco sul resto della linea di cresta (bosco di Mont-Dieu, bosco di Raucourt).
Il villaggio è nelle mani dei tedeschi, che sono però costretti a ripiegare in seguito al primo contrattacco francese delle 7:30, da ovest dei carri leggeri H39 della 1/45e BCC, molteplici carri sono distrutti da una parte e dall'altra. Senza alcuna fanteria in sostegno, la I/67e RI è a corto di munizioni e benzina, i carri francesi si ritirano; alle 8:00 Stonne è di nuovo nelle mani dei tedeschi.
I carri pesanti B1 della 3/49e BCC (comandata dal capitano Caravéo) riprende l'attacco contro i tedeschi alle 9:18, 
Il villaggio cambierà ancora fronte per due volte l'indomani. La notte, il VI. Armee-Korps rimpiazza la 10. PzD e l’IRGD che possono così riprendere la loro marcia verso ovest.
Il 17 maggio 1940, Stonne cambia di fronte a più riprese prima di cadere definitivamente sotto il controllo tedesco alla fine del pomeriggio. « Il promontorio cede e cambia di padrone per la diciassettesima volta verso le 17:30 del 17 maggio.» Il villaggio avrà così cambiato 17 di volte fronte in 4 giorni di combattimenti accaniti. Delle sacche di resistenza francese continuano a battersi senza sosta fino al 25 maggio 1940, data in cui il villaggio è totalmente occupato dall'armata tedesca.
Stonne vide dei duri combattimenti, secondo lo storico tedesco Karl-Heinz Frieser : « I soldati della Wehrmacht equiparano sempre l'inferno di Stonne nel 1940 a quello di Verdun nel 1916 ». Nella Blitzkrieg-Legende: der Westfeldzug 1940, vi è la citazione di un ufficiale tedesco che compara Stonne a Stalingrado e Monte Cassino.

## Conseguenze
Le perdite sono numerose: dal lato tedesco sono una delle maggiori perdite di tutta l'offensiva: tra di essi 570 della sola divisione GrossDeutschland.
La biografia di Dominique Lormier sottolinea:
La battaglia, poco conosciuta al grande pubblico che si è svolta tra il 14 e il 25 maggio 1940 e costituita nell'impiego intelligente da parte dei francesi di carri, fanteria e artiglieria insieme. Essa costituisce un esempio per come la potenza di fuoco sia stata impiegata in uno dei punti nevralgici della campagna di Francia. Essa mette a tacere le voci della presunta superiorità bellica tedesca per quanto riguarda i materiali. Il Char B1 si rivela infatti superiore al Panzer: corazza più spessa e armamento di calibro superiore.
Problema cruciale del Char B1 era la frequenza dei rifornimenti per l'elevato consumo di benzina che li esponeva alla cattura o distruzione da parte tedesca.
Guderian indicò come l'atmosfera durante questa giornata fu nervosa e anche il giornale della decima panzerdivisionen evidenziò il rischio di un possibile contrattacco francese al fianco della XIXesimo corpo d'armata.
Questa battaglia dimostrò la combattività dei due schieramenti durante la campagna di Francia.